# یانگ چون‌لین
یانگ چون‌لین (به چینی: 杨春林) (متولد ۱۹۴۵) کشاورز و فعال حقوق بشر اهل منطقهٔ هیلونگ‌جیانگ کشور چین است. او پیش از بازی‌های المپیک تابستانی ۲۰۰۸ در سال ۲۰۰۷ اعتراض‌نامه‌ای را با بیش از ده‌هراز امضا تنظیم کرد که عنوان آن بود: «ما حق انسانی خود را می‌خواهیم، نه المپیک» (به انگلیسی: "We want human rights, not the Olympics."). پس از این بود که وی در مارس ۲۰۰۸ به «تهدید حکومت مرکزی» متهم، و به پنج سال زندان محکوم شد. وی هم‌اکنون در زندان به سر می‌برد و به گزارش سازمان عفو بین‌الملل بارها تحت بدرفتاری و شکنجه قرار گرفته‌است.
در سال ۲۰۱۰ وقتی خانواده یانگ او را در زندان ملاقات کردند مشاهده کردند که پاها و صورت اودر اثر بیماری پشام ورم کرده‌است. یانگ به خانواده اش گفت که ضربان قلبش نامنظم و در ناحیه قلب احساس ناراحتی می‌کند. او گفت دلیلش این است که در زندان به او اجازه هیچگونه نرمشی حتی قدم زدن در بیرون را نمی‌دهد. یان گفت یه مقامات زندان گفته‌است حالش جوب نیست اما رسیدگی پزشکی به او نداده‌اند.
یانگ مطرح کرده‌است که در کار اجباری به او استراحت کمی می‌دهند و غذایش هم محدود است.